# Крем'янка (притока Дністра)
Крем'янка (інша назва — Кремлянка) — річка у Самбірському районі Львівської області, права притока Дністра.
Довжина 12 км, площа басейну 28 км². Крем'янка бере початок на західних схилах порівняно невисокого хребта, розташованого на схід від м. Старого Самбора. Протікає через такі села: Воля, Кобло і Бережниця.
Крем'янка у верхній течії — типово гірська річка з кам'янистим дном і численними перекатами та порогами, у нижній течії має рівнинний характер. Після сильних дощів чи під час відлиги бувають паводки.